# West Palm Challenger 1986
Il West Palm Challenger 1986 è stato un torneo di tennis facente parte della categoria ATP Challenger Series nell'ambito dell'ATP Challenger Series 1986. Il torneo si è giocato a West Palm Beach negli Stati Uniti dal 22 al 28 settembre 1986 su campi in terra verde.

## Vincitori

### Singolare
Jay Berger ha battuto in finale  Mark Buckley con il punteggio di 4–6, 6–4, 6–2

### Doppio
John Ross /  Derek Tarr hanno battuto in finale  Ricky Brown /  Tim Siegel con il punteggio di 4–6, 6–4, 6–4